# STS-76
إس تي إس-76 (بالإنجليزية: STS-76)‏ الرحلة السادسة والسبعون ضمن برنامج مكوك الفضاء لوكالة ناسا، والرحلة السادسة عشر على متن مكوك الفضاء أتلانتيس، انطلقت الرحلة في 22 مارس 1996 من مركز كينيدي للفضاء ، وهبطت بتاريخ 31 مارس في قاعدة إدواردز الجوية، بعد تسعة أيام وخمسة ساعات مكثتها الرحلة في الفضاء، تم خلال الرحلة الالتحام مع محطة الفضاء الروسية مير ضمن برنامج شاتل-مير الأمريكي-الروسي المشترك وتم تنفيذ عملية سير في الفضاء خلال الرحلة، بلغ عدد الرواد المشاركين في الرحلة ستة رواد جميعهم أمريكيين.